# The Original Pistols Live
The Original Pistols Live — концертный альбом-бутлег британской панк-группы Sex Pistols, записанный 24 сентября 1976 года в Бертон-апон-Тренте в преддверии подписания контракта с Virgin Records. Данное выступление является одним из самых тиражируемых концертных бутлегов Sex Pistols. Помимо The Original Pistols Live (в который вошла неполная программа выступления), альбомы с этим концертом можно встретить также под названиями: Better Live Than Dead (1988), Indecent Exposure (1990), Live at the 100 Club, The 76 Club (1999), Anarchy in the UK: Live at the 76 Club, Burton-on-Trent (2005) и, наконец, The Best & the Rest of the Original Pistols Live (1986). Кроме того, записи с концерта часто встречаются в различных пиратских компиляциях.

## Восприятие
Уильям Рульман из AllMusic поставил релизу две с половиной звезды из пяти возможных. Он похвалил относительно хорошее качество записи и отметил, что концертная программа уже включала в себя будущие хиты, такие как «Anarchy in the U.K.» и «Pretty Vacant», и, по мнению обозревателя, нетрудно понять, чем они привлекли внимание звукозаписывающей компании. Помимо композиций собственного сочинения в альбоме присутствует несколько кавер-версий: «Substitute» группы The Who, «No Fun» The Stooges. Музыкальный материал не отшлифован и даёт отличное преставление, чем являлись Sex Pistols на заре своей карьеры.

## Список композиций

### Версия 1
В таком составе вышел The Original Pistols Live (1985).
1. Anarchy in the U.K. — 3:28
2. I Wanna Be Me — 2:54
3. I’m a Lazy Sod — 2:01
4. Dolls (New York) — 2:59
5. Don’t Give Me No Lip Child — 3:20
6. Substitute[англ.] — 3:12
7. Liar — 3:01
8. No Feelings — 2:49
9. No Fun — 4:41
10. Pretty Vacant — 3:35
11. Problems — 4:20

### Версия 2
Это полная программа выступления; как правило, большинство бутлегов выходят в данной версии.
1. Anarchy in the U.K. — 3:28
2. I Wanna Be Me — 2:54
3. I’m a Lazy Sod — 2:01
4. Suburban Kid — 2:59
5. Don’t Give Me No Lip Child — 3:20
6. (I’m Not Your) Steppin’ Stone
7. Satellite
8. Submission
9. Liar — 3:01
10. Substitute — 3:12
11. No Feelings — 2:49
12. No Fun — 4:41
13. Pretty Vacant — 3:35
14. Problems — 4:20

### Версия 3
Эту версию можно найти в альбоме Better Live Than Dead 1988 года издания: сторона «А» начинается с середины концерта, а «Б» — соответственно с начала. Последующие бутлеги с аналогичным названием придерживаются версии 2.
1. Liar — 3:01
2. Substitute — 3:12
3. No Feelings — 2:49
4. No Fun — 4:41
5. Pretty Vacant — 3:35
6. Problems — 4:20
7. Anarchy in the U.K. — 3:28
8. I Wanna Be Me — 2:54
9. I’m a Lazy Sod — 2:01
10. Dolls (New York) — 2:59
11. Don’t Give Me No Lip Child — 3:20
12. (I’m Not Your) Steppin’ Stone
13. Satellite
14. Submission